# City Football Group
City Football Group Ltd (d'ora in avanti indicata con l'acronimo CFG) è una holding multinazionale britannica attiva nel campo dell'intrattenimento sportivo.
Fondata nel 2013 su iniziativa di Abu Dhabi United Group, la holding che all'epoca deteneva la proprietà diretta del club calcistico inglese Manchester City, al 2022 è posseduta dalla società emiratina Newton Investment and Development, che ne detiene l'80,84%; quali detentori di minoranza figurano la statunitense Silver Lake Partners con una quota del 18,16% e China Media Capital con l'1%.
L'azienda prende il nome dal Manchester City, il primo in ordine di tempo e il più importante club nel proprio portafoglio.
La sede legale di CFG è a Manchester e il presidente è il politico emiratino Khaldun al-Mubarak, mentre il direttore responsabile dell'area sportiva è l'italiano Riccardo Bigon.

## Storia
L'idea di una holding che gestisse globalmente gli interessi sportivi e di immagine di più club facenti capo a una proprietà comune è del dirigente sportivo spagnolo Ferrian Soriano, già vice presidente del Barcellona, per il quale aveva istituito una rete internazionale di scuole calcistiche recanti il marchio del club e tentato di creare una franchise affiliata a Miami che militasse in Major League Soccer in Nordamerica, progetto poi abortito a seguito delle dimissioni di Soriano dalla dirigenza del club.
Abu Dhabi United Group, proprietario dal 2008 del Manchester City, ingaggiò Soriano nel 2012 come direttore generale del club.
Questi riallacciò i rapporti con Major League Soccer e nel 2013 concluse accordi con la lega nordamericana per l'istituzione del New York City FC; contestualmente alla nascita di tale franchise nacque anche City Football Group, azienda-contenitore cui fu conferita la proprietà delle società calcistiche facenti capo ad Abu Dhabi United Group.

### Espansione del gruppo
A gennaio 2014 CFG rilevò la quota di maggioranza dell'australiana Melbourne Heart, condiviso con un consorzio proprietario del club di rugby a 13 Melbourne Storm.
Il club fu successivamente rinominato Melbourne City e, per mantenere uniformità d'identità aziendale con il club madre, logo e colori furono modificati per ricordare quelli del Manchester City.
Club con CFG detentore di quote di proprietà (in corsivo le partecipazioni di minoranza)
- Manchester City (1º settembre 2008)
- New York City (21 marzo 2013)
- Melbourne City (23 gennaio 2014)
- Yokohama Marinos (20 maggio 2014)
- Montevideo City Torque (5 aprile 2017)
- Girona (23 agosto 2017)
- Shenzhen Xin Pengcheng (20 febbraio 2019)
- Mumbai City (28 novembre 2019)
- Lommel (11 maggio 2020)
- Troyes (3 settembre 2020)
- Palermo (4 luglio 2022)
- Bahia (4 maggio 2023)

Nello stesso anno, a maggio, CFG acquistò dal gruppo Nissan, proprio sponsor ufficiale, il 20% del club giapponese Yokohama Marinos.
Ad aprile 2017 CFG sbarcò in Sudamerica con l'acquisizione del club uruguaiano di seconda divisione Atletico Torque, qualche anno dopo rinominato Montevideo City Torque e, nell'estate successiva, fu in Spagna, di nuovo in  divisione cadetta, per l'acquisto del 44,3% del Girona, detenuto in quota paritaria con i vecchi proprietari unici del Girona Football Group.
A febbraio 2019 CFG acquisì il Shenzhen Xin Pengcheng, club cinese di terza divisione, in partnership con due società locali, Ubtech e China Jianteng Sports Industry Fund e, sempre in Asia, si assicurò il 65% del Mumbai City, club indiano di Bombay rilevando la quota di maggioranza dall'attore di Bollywood Ranbir Kapoor, rimasto in società con il 35% delle azioni.
Una nuova acquisizione avvenne nel 2020 con il rilevamento della maggioranza azionaria del Lommel, club dell'omonima cittadina belga e, pochi mesi dopo, con l'entrata della francese Troyes nell'orbita di CFG.
In quello stesso anno il gruppo acquisì il controllo esclusivo di Goals Soccer Center, società californiana di gestione di impianti sportivi di calcio a cinque, rilevata completamente dopo che la precedente governance fu accusata di frode fiscale.
A marzo 2022 fallì invece il tentativo d'acquisto del club di seconda divisione olandese NAC Breda: benché la proprietà avesse dato il via libera all'operazione, infatti, la tifoseria del club rifiutò decisamente l'accordo e mise in atto proteste che giunsero fino a Manchester agli ingressi dello stadio del City, sui quali furono affissi striscioni contro l'acquisizione da parte di CFG e il rischio, da essi paventato, di divenire una squadra-parcheggio per giocatori in prestito.
Un mese dopo tali proteste, il gruppo d'azionisti con diritto di veto sulle decisioni aziendali decise la vendita del NAC a un consorzio locale.
A luglio 2022, nell'ottica di espansione di CFG nell'ambito del calcio minore europeo, l'80% delle quote di proprietà dell'italiana Palermo, neopromossa in serie B, fu rilevato per un prezzo di circa 10,4 milioni di euro dalle mani del proprietario uscente Dario Mirri, rimasto socio di minoranza con il 20% e presidente del club.
La più recente acquisizione del gruppo, a maggio 2023, riguarda il rilevamento del 90% del club brasiliano Bahia.

## Accordi di partenariato
Oltre alle partecipazioni (di maggioranza o, talora, di minoranza) in vari club dei quali è proprietario o consocio, CFG ha concluso nel 2021 accordi di partenariato tecnico con due ulteriori club, dapprima con il Bolívar, formazione di La Paz, capitale della Bolivia, e, a seguire, con il Vannes, club delle serie minori francesi.
Analoga operazione ha avuto luogo nel 2023 con il club singaporiano Geylang International dopo trattative iniziate nel 2019 ma interrotte dalla pandemia di COVID-19.
Tale accordo prevede lo scambio di informazioni con i tecnici delle squadre del gruppo CFG per quanto riguarda il reclutamento e l'allenamento dei giovani calciatori, acquisizione del know-how del gruppo e l'accesso a una piattaforma proprietara con dati e approfondimenti utili a valutare le prestazioni dei propri giocatori.

## Governance e dati economici
CFG è una società a responsabilità limitata a novembre 2022 posseduta all'80,84% dalla compagnia emiratina Newton Investment and Development; essa è una società con sede ad Abu Dhabi ed è di proprietà di Mansur bin Zayd Al Nahyan.
Newton Investment and Development rimpiazza dal luglio 2021 Abu Dhabi United Group, società anch'essa di proprietà di Al Nahyan e, fino al 2015, detentrice esclusiva di CFG; da tale data sono presenti, come soci di minoranza, il fondo d'investimento China Media Capital, originariamente detentore dell'8,24%, ma successivamente disimpegnatosi dalla società fino a detenerne l'1% a seguito di vendita delle proprie quote, acquistate paritariamente da Newton Investments e dalla statunitense Silver Lake Partners, passata dal 14,54% a fronte di un investimento iniziale di 500 milioni di dollari al 18,16%.
Al 30 giugno 2023 CFG dichiarava un fatturato di circa 877,1 milioni di £ con una perdita d'esercizio di circa 112 milioni.
Per quanto riguarda la consistenza del personale, il dato consolidato, sempre al 30 giugno 2023, è di 1703 dipendenti dei quali 714 facenti capo all'attività sportiva, incluso quindi lo staff tecnico e i giocatori e 989 per lo staff commerciale e legale, sia esso impiegatizio che dirigenziale.